# Le Rousset
Pour les articles homonymes, voir Le Rousset (homonymie).
Le Rousset est une ancienne commune française située dans le département de Saône-et-Loire, en région Bourgogne-Franche-Comté. Depuis le 1er janvier 2016, elle forme avec la commune de Marizy, la commune nouvelle du Rousset-Marizy.

## Géographie
Le Rousset est située entre Montceau-les-Mines et Cluny.
La commune comprend les hameaux de Noireux, le Martrat et Vêvres, ainsi que la forêt et l'étang du Rousset. Ce dernier est traversé par l'Arconce.

## Histoire
Un arrêté préfectoral du 21 décembre 2015 crée la commune nouvelle du Rousset-Marizy le 1er janvier 2016 par fusion des communes de Marizy et du Rousset, qui deviennent toutes deux des communes déléguées.

### Implantation d'un Center Parcs
La commune du Rousset est impliquée[Quand ?] dans un projet de création d'un domaine Center Parcs sur la commune. Un projet d'envergure, mais comme attendu, le projet ne fut pas une joie pour les opposants, qui « maintiennent la pression ». Le projet devrait s'installer dans la forêt, avec 400 cottages, et 12 000 m2 de construit.

## Politique et administration
| Période                                  | Période          | Identité           | Étiquette | Qualité |
| ---------------------------------------- | ---------------- | ------------------ | --------- | ------- |
| avant 1981                               | ?                | Marcel Dessertaine | PCF       |         |
| mars 2001                                | mars 2008        | Denise Buchillet   |           |         |
| mars 2008                                | mars 2014        | Jean-Paul Quetat   | UMP       |         |
| mars 2014                                | 31 décembre 2015 | Sylvianne Bonnot   |           |         |
| Les données manquantes sont à compléter. |                  |                    |           |         |

## Démographie
L'évolution du nombre d'habitants est connue à travers les recensements de la population effectués dans la commune depuis 1793. À partir du 1er janvier 2009, les populations légales des communes sont publiées annuellement dans le cadre d'un recensement qui repose désormais sur une collecte d'information annuelle, concernant successivement tous les territoires communaux au cours d'une période de cinq ans. 
Pour les communes de moins de 10 000 habitants, une enquête de recensement portant sur toute la population est réalisée tous les cinq ans, les populations légales des années intermédiaires étant quant à elles estimées par interpolation ou extrapolation. Pour la commune, le premier recensement exhaustif entrant dans le cadre du nouveau dispositif a été réalisé en 2004,.
En 2014, la commune comptait 249 habitants, en évolution de −1,19 % par rapport à 2009 (Saône-et-Loire : +0,19 %, France hors Mayotte : +2,49 %).
| 1793 | 1800 | 1806 | 1821 | 1831 | 1836 | 1841 | 1846 | 1851 |
| ---- | ---- | ---- | ---- | ---- | ---- | ---- | ---- | ---- |
| 678  | 641  | 640  | 684  | 696  | 715  | 675  | 663  | 688  |

| 1856 | 1861 | 1866 | 1872 | 1876 | 1881 | 1886 | 1891 | 1896 |
| ---- | ---- | ---- | ---- | ---- | ---- | ---- | ---- | ---- |
| 622  | 784  | 819  | 798  | 846  | 827  | 821  | 806  | 756  |

| 1901 | 1906 | 1911 | 1921 | 1926 | 1931 | 1936 | 1946 | 1954 |
| ---- | ---- | ---- | ---- | ---- | ---- | ---- | ---- | ---- |
| 747  | 740  | 680  | 555  | 524  | 523  | 488  | 457  | 413  |

| 1962 | 1968 | 1975 | 1982 | 1990 | 1999 | 2004 | 2009 | 2014 |
| ---- | ---- | ---- | ---- | ---- | ---- | ---- | ---- | ---- |
| 376  | 322  | 281  | 230  | 223  | 231  | 250  | 252  | 249  |

## Culture locale et patrimoine
Sont à voir sur le territoire de la commune :
- la chapelle de Saint-Quentin, édifice roman du XIIe siècle dont la nef et le chevet semi-circulaire sont couverts de laves (construction protégée au titre des monuments historiques par inscription en date du 8 avril 1971)[8].
- le moulin du Rousset, ancienne propriété du marquis de la Guiche, moulin à eau (agrandi en 1872, pour se déployer sur quatre niveaux) disposant d'une roue de 6 mètres de diamètre mettant en mouvement une meule de pierre de 1,50 m de diamètre (l’eau provient d’un lac de 55 hectares par un bief de 400 mètres, au-dessus de la roue à l’intérieur du moulin : 6,50 mètres de chute).

## Personnalités liées à la commune
- Jeanne Fontaine